# Büssü
Büssü is een plaats (község) en gemeente in het Hongaarse comitaat Somogy. Büssü telt 442 inwoners (2001).